# Episodi di The Wilds (prima stagione)
La prima stagione della serie televisiva The Wilds, composta da 10 episodi, è stata interamente pubblicata su Prime Video l'11 dicembre 2020, nei paesi in cui il servizio è disponibile.
| nº | Titolo originale | Titolo italiano | Pubblicazione    |
| -- | ---------------- | --------------- | ---------------- |
| 1  | Day One          | Giorno uno      | 11 dicembre 2020 |
| 2  | Day Two          | Giorno due      | 11 dicembre 2020 |
| 3  | Day Three        | Giorno tre      | 11 dicembre 2020 |
| 4  | Day Six          | Giorno sei      | 11 dicembre 2020 |
| 5  | Day Seven        | Giorno sette    | 11 dicembre 2020 |
| 6  | Day Twelve       | Giorno dodici   | 11 dicembre 2020 |
| 7  | Day Fifteen      | Giorno quindici | 11 dicembre 2020 |
| 8  | Day Sixteen      | Giorno sedici   | 11 dicembre 2020 |
| 9  | Day Twenty-Two   | Giorno ventidue | 11 dicembre 2020 |
| 10 | Day Twenty-Three | Giorno ventitré | 11 dicembre 2020 |

## Giorno uno
- Titolo originale: Day One
- Diretto da: Susanna Fogel
- Scritto da: Sarah Streicher

### Trama
In viaggio verso il ritiro L'alba di Eva alle Hawaii, nove ragazze adolescenti - Rachel, Nora, Martha, Toni, Shelby, Dot, Leah, Fatin e Jeanette - restano bloccate su un'isola quando il loro aereo precipita. La maggior parte delle ragazze è illesa, ma Jeanette presenta una grave lesione allo stomaco e poco dopo muore per emorragia interna, al che il gruppo è costretto a seppellirla. Le ragazze tentano di chiamare aiuto usando il telefono di Dot, ma la batteria si scarica. All'insaputa delle ragazze Gretchen Klein, l'organizzatrice del programma L'alba di Eva, le sta monitorando tramite telecamere nascoste sull'isola; Jeanette era un'agente sotto copertura che lavorava per Gretchen.
Dei flashback mostrano la vita di Leah prima dell'incidente: aveva una relazione romantica e sessuale con Jeffrey, un romanziere di una trentina d'anni; quando Jeffrey scoprì che Leah non era maggiorenne come dichiarato, interruppe immediatamente la relazione lasciando Leah sconvolta. 
In alcuni flashforward ambientati qualche tempo dopo essere stata salvata dall'isola, Leah viene interrogata dai presunti investigatori dell'FBI Daniel Faber e Dean Young; a loro confessa che durante la prima notte sull'isola, mentre tutte le altre ragazze dormivano, era stata svegliata da un telefono squillante nella tomba di Jeanette. Leah lo aveva usato per chiamare Jeffrey, ma non aveva fatto in tempo a spiegargli la situazione che il cellulare si era spento.
- Guest star: Chi Nguyen (Jeanette Dao), James Fraser (Ian Murnen), Carter Hudson (Jeffrey Galandis), Greg Bryk (Tim Campbell).

## Giorno due
- Titolo originale: Day Two
- Diretto da: John Polson
- Scritto da: Sarah Streicher

### Trama
Leah racconta alle altre del telefono di Jeanette, senza dire a loro di averlo usato. Rachel è furiosa per il fatto che Jeanette avesse un telefono funzionante e non ne avesse parlato con loro. Toni diventa gelosa della crescente amicizia tra Shelby e Martha; Rachel guida una spedizione in cima a una collina per avere una vista dell'isola, progettando di utilizzare lo specchio di Fatin per mandare un segnale di aiuto con il suo riflesso, ma accidentalmente fa cadere lo specchio da una scogliera durante una discussione. Nel frattempo, Gretchen continua a sorvegliare le ragazze e fa in modo che scoprano una borsa contenente medicine facendola apparire come appartenente al pilota dell'aereo precipitato. 
I flashback mostrano il passato di Rachel; era una tuffatrice estremamente competitiva, determinata a essere sempre la migliore. Restò demoralizzata quando la sua allenatrice le disse che non aveva la fisionomia adatta per tale sport, arrivando a espellere il cibo assimilato e allenarsi duramente, mettendo a dura prova il rapporto con la sorella gemella Nora. Durante una gara cruciale, arrivò a cadere e ferirsi alla testa.
Durante i flashforward, Faber e Young intervistano Rachel. Si scopre che la ragazza ha perso una mano in qualche incidente prima del salvataggio.
- Guest star: Chi Nguyen (Jeanette Dao), Shane Callahan (James Reid), Ddé Dionne Gipson (Angela Reid).

## Giorno tre
- Titolo originale: Day Three
- Diretto da: John Polson
- Scritto da: Daniel Paige

### Trama
Dot e Shelby cercano un rifugio per il gruppo e stringono amicizia lungo la strada prima di trovare una grotta. Nel frattempo, Rachel, Leah e Nora nuotano verso il relitto dell'aereo nel tentativo di trovare più rifornimenti al suo interno; Rachel e Leah fanno numerose immersioni nel tentativo di recuperare la scatola nera dell'aereo e Rachel quasi annega Leah nel tentativo di farla rimanere sott'acqua più a lungo per recuperare la scatola. Tornate a riva, ascoltano le richieste di aiuto del pilota mentre precipitano. 
I flashback mostrano il passato di Dot: vendeva droga agli studenti della sua scuola (tra cui il fidanzato di Shelby, che la tradiva), mentre al contempo si occupava del padre malato. Quest'ultimo alla fine le chiese di praticargli l'eutanasia, per porre fine alle sue sofferenze e far vivere alla figlia la propria vita, cosa che eseguì con riluttanza. Come ultima richiesta, le chiese di andare al ritiro de L'alba di Eva per prendersi tempo per se stessa. Successivamente, Gretchen incontrò Dot e le offrì il viaggio gratuitamente; al che Dot rispose che niente è gratis, chiedendole cosa volesse veramente.
Nelle scene flashforward, Dot parla a Faber e Young degli avvenimenti sull'isola.
- Guest star: Greg Bryk (Tim Campbell), Jose Velazquez (Mateo).

## Giorno sei
- Titolo originale: Day Six
- Diretto da: Cherie Nowlan
- Scritto da: Tonya Kong

### Trama
Quando un pacchetto di patatine finisce a riva, le ragazze organizzano una gara amichevole, relativa alla costruzione di un rifugio, per determinare chi le otterrà. Leah litiga con Fatin, accusandola di non impegnarsi, e reagisce con furia quando l'altra ragazza la prende in giro sulla sua relazione con Jeffrey. Toni continua a scontrarsi con Shelby, sui suoi tentativi di prendere il comando, e con Martha, per l'amicizia che sta sviluppando con lei. Alla fine perde il controllo e distrugge il rifugio della sua squadra, sconvolgendo Martha che afferma di essere stanca di raccogliere i pezzi che lei si lascia alle spalle. Quella notte, Fatin lascia il rifugio appena costruito dopo una discussione con Leah.
I flashback mostrano che Toni è in affidamento poiché sua madre è in riabilitazione. A scuola la ragazza iniziò a uscire con la nuova arrivata Regan, ma le due si lasciarono a causa del mancato controllo della rabbia di Tony e della sua incapacità di lasciarsi alle spalle un conflitto; Toni venne quindi confortata da Martha dopo il termine della sua relazione.
Nei flashforward, Toni dice a Faber e Young che il registratore di volo era un "falso", dato che non ne è mai venuto fuori nulla.
- Guest star: Bella Shepard (Regan).

## Giorno sette
- Titolo originale: Day Seven
- Diretto da: Haifaa Al-Mansour
- Scritto da: Shalisha Francis-Feusner

### Trama
La mattina dopo, Fatin non è ancora tornata e Toni trova alcuni dei suoi vestiti macchiati di sangue. Il gruppo si avventura nella foresta per cercarla, mentre Nora resta in spiaggia a badare al fuoco. Mentre cerca Fatin, Rachel rimane bloccata nelle sabbie mobili e le altre fanno squadra per tirarla fuori. Intanto, Nora è costretta a bruciare alcune pagine di un diario per impedire al falò di spegnersi. Fatin ricompare e rivela alle ragazze di aver trovato uno stagno, dove le ragazze possono rifocillarsi. Fatin e Leah si riconciliano e bruciano insieme la copia di Rachel del libro di Jeffrey. Quella notte, le ragazze decidono di seppellire il corpo di Jeanette più in profondità, ma scoprono che è scomparso dalla tomba. 
Dei flashback rivelano che Fatin è una violoncellista, costretta a suonare dalla madre esigente seppur supportata dal padre. Quando scopre che quest'ultimo tradisce la moglie, lo svergogna pubblicamente, inviando dei video a tutti i contatti. Ma la madre prende le parti del marito e insieme decidono di trasferire Fatin in un collegio religioso dopo il suo ritorno dal ritiro.
Un flashforward mostra l'intervista di Fatin con Faber e Young, riguardo agli eventi sull'isola.
- Guest star: Poorna Jagannathan (Rana Jadmani), Ali Ghadir (Ahmad Jadmani).

## Giorno dodici
- Titolo originale: Day Twelve
- Diretto da: Alison Maclean
- Scritto da: Sarah Streicher

### Trama
Il corpo di Jeanette viene portato da Gretchen. Rachel scopre alcune cozze e tutte se ne nutrono, tranne Shelby, che afferma di esserne allergica. L'omofobia mal celata di Shelby verso Toni la rende bersaglio di critiche da parte delle altre. In poco tempo tutte le ragazze, tranne Shelby, sviluppano un'intossicazione alimentare, causata dalle cozze, con Toni che soffre i sintomi peggiori. Leah va a recuperare la borsa delle medicine, ma vedendo Shelby comportarsi in modo sospetto la lascia cadere brevemente per seguirla, perdendo alcune delle pillole. Una volta tornate, Shelby costringe Toni a prendere l'unica pillola anti-nausea rimasta. Quella notte Martha sviene e Leah ammette di aver perso dei medicinali. Nel frattempo, Gretchen si fa chiudere in un ospedale psichiatrico per incontrare Faber e offrirgli un lavoro. 
Nei flashback l'amico di Leah, Ian, cerca di baciarla durante un viaggio in campeggio, ma lei se ne va furibonda quando lui critica il modo in cui Jeffrey l'ha trattata, accusandolo di aver detto a Jeffrey che lei è ancora minorenne. Leah viene successivamente investita da un'auto dopo aver partecipato a una festa; in ospedale i suoi genitori esprimono le loro preoccupazioni per la sua depressione. 
In un flashforward, Faber parla con Leah nella sua stanza; la ragazza si mostra nervosa per la situazione, avvertendo che c'è qualcosa che non va, al che Faber sentenzia che sia paranoica e ossessiva e la fa sedare.
- Guest star: James Fraser (Ian Murnen), Carter Hudson (Jeffrey Galandis).

## Giorno quindici
- Titolo originale: Day Fifteen
- Diretto da: Ed Wild
- Scritto da: Melissa Blake

### Trama
L'alta marea inonda la spiaggia, portando in mare molte delle provviste delle ragazze, che sono costrette a spostare il proprio accampamento. Shelby trova altre due valigie piene di provviste; sospettosa della provvidenziale scoperta e del comportamento riservato di Shelby, Leah l'accusa di sapere qualcosa sulla loro situazione, al che la ragazza rivela il suo segreto: le mancano due denti e porta una protesi. Pertanto, ogni volta che si assentava era per lavarla di nascosto. Toni consiglia a Shelby di approfittare dell'opportunità di essere libera dalle aspettative della sua famiglia e Shelby la bacia. Nel frattempo, Nora rivela davanti a tutte che Rachel è stata eliminata dalla squadra di tuffi e non andrà a Stanford, portando le sorelle a litigare, finché Dot non le divide. Più tardi, un aereo sorvola l'isola e apparentemente si accorge delle ragazze, dando loro la speranza di essere salvate. 
I flashback rivelano che Jeanette era in realtà Linh Bach, una dottoranda notata e assunta da Gretchen per diventare la sua assistente in un progetto volto a studiare un ipotetico sviluppo della società in assenza del patriarcato. La Linh era determinata a sradicare la società dominata dal sesso maschile, essendo stata drogata, violentata e successivamente umiliata con il video dell'accaduto. Nel vedere le ragazze del progetto drogate, la Linh quasi si tirò indietro in quanto le riportò alla mente lo stupro e, durante una discussione con un altro assistente, cadde dal molo provocandosi la ferita che le si rivelerà fatale, decidendo comunque di continuare il piano, minimizzando i danni.
- Guest star: Chi Nguyen (Jeanette Dao).

## Giorno sedici
- Titolo originale: Day Sixteen
- Diretto da: Tara Nicole Weyr
- Scritto da: Amy B. Harris e Melissa Blake

### Trama
Gretchen tira le fila per impedire al pilota che ha visto le ragazze di portarle in salvo. Le ragazze, credendo che il salvataggio sia imminente, mangiano la maggior parte del cibo rimasto, compresi alcuni orsetti gommosi contenenti cannabis. Una volta sotto effetto della droga, le ragazze discutono di come organizzeranno la loro vita dopo essere state recuperate. Toni convince Shelby di non aver detto a Martha del loro bacio. Rachel riconosce che la sua carriera da tuffatrice è finita. Nel bosco Martha vede Alex, uno degli assistenti di Gretchen, ma sotto l'influenza della cannabis lo scambia per un manichino. Quella notte, Shelby si taglia alcuni capelli in preda a un esaurimento nervoso e Leah si scusa con lei per averla accusata. 
I flashback mostrano come Shelby fosse una partecipante di un concorso di bellezza per adolescenti; era una fervente cristiana per influenza familiare, in quanto suo padre conduce sessioni di terapia di conversione. Un giorno Shelby baciò Becca, la sua migliore amica. Dopo che i loro genitori lo scoprirono, Shelby intimò a Becca di starle lontano; qualche tempo dopo apprese il suo suicidio. 
Dei flashforward mostrano Shelby mentre viene intervistata da Faber e Young, totalmente rasata. Ottiene il permesso di vedere Leah e così ha modo di passarle di nascosto un bigliettino.
- Guest star: Warren Kole (Dave Goodkind), Stefania LaVie Owen (Becca Gilroy), Bonnie Soper (JoBeth Goodkind).

## Giorno ventidue
- Titolo originale: Day Twenty-Two
- Diretto da: Sydney Freeland
- Scritto da: J.L. Tiggett

### Trama
I soccorsi non arrivano e le ragazze sono rimaste senza cibo per due giorni. Toni, Martha e Shelby vanno a cercare nei boschi qualcosa da mangiare; Shelby suggerisce di cacciare un animale, ma Martha è disgustata all'idea e fa scappare una capra con cui aveva legato nei giorni precedenti. Tuttavia, quando successivamente la trova, capisce l'importanza di nutrirsi e la uccide. Shelby e Toni trovano un albero di litchi e, dopo averne mangiati alcuni Shelby bacia Tony con passione e Tony le chiede se è sicura, alla risposta affermativa di Shelby le due hanno un rapporto sessuale. Intanto, Nora si accorge che Rachel ha sviluppato una paura per l'acqua e cerca di fargliela superare; la ragazza ci riesce quando deve andare a salvare Leah che, in preda al delirio, cerca di allontanarsi dall'isola a nuoto. Quella notte, Leah sorprende Nora parlare con la squadra di Gretchen mediante una telecamera nei boschi, dimostrando di essere lei l'informatrice sopravvissuta, Nora cerca di approfittare della confusione mentale di Leah per convincerla che quello che sta vivendo è un sogno. 
Dei flashback mostrano che Martha fu una delle numerose ragazze vittima di abusi sessuali da parte di un medico che la assistette durante la riabilitazione che seguì un infortunio. Seppur traumatizzata, la ragazza continuò a negarlo a tal punto da rifiutarsi inizialmente di testimoniare contro di lui a un processo. Dopo aver accettato di farlo, tuttavia mentì al gran giurì, dicendo che l'uomo non le aveva fatto nulla. 
In un flashforward, Young legge i vari file sulle ragazze e suggerisce a Gretchen che potrebbero usare la menzogna di Martha contro la sua famiglia, per impedire loro di sporgere denuncia.
- Guest star: Kimberly Guerrero (Bernice Blackburn), Lewis Fitz-Gerald (dr. Ted Wolchak).

## Giorno ventitré
- Titolo originale: Day Twenty-Three
- Diretto da: John Polson
- Scritto da: Sarah Streicher

### Trama
La mattina dopo, Shelby dice a Toni che si è goduta la loro serata, ma che non è pronta a parlarne. Martha si fa aiutare dalle compagne a portare la carcassa della capra al campo. Leah finge di non ricordare nulla della notte prima, ma segue Nora nel bosco alla ricerca delle telecamere nascoste; Nora la inganna facendola cadere in una buca. Shelby e Toni parlano dei loro sentimenti l'una per l'altra. Leah fugge dalla buca e torna al campo, ma prima che possa raccontare agli altri del tradimento di Nora, Rachel (che si trova in mare) viene attaccata da uno squalo. 
I flashback mostrano come Nora avesse frequentato un ragazzo di nome Quinn durante l'estate, ma che ruppe con lui perché a Rachel non piaceva. In autunno, Nora scoprì che Quinn era stato ucciso in un episodio di nonnismo nell'università a cui si era iscritto. Si diresse in prigione per parlare con il ragazzo che ne aveva provocato la morte e incontrò Gretchen, che le rivelò di essere la madre dell'assassino. Le due iniziarono a incontrarsi e Gretchen reclutò Nora per il suo studio. 
In un flashforward, Leah legge il biglietto di Shelby che dice: "Avevi ragione". Convince Young a lasciarla uscire dalla cella, fingendo di avere un attacco di panico, e riesce a tenere la porta aperta quando viene rinchiusa nuovamente. Quella notte esce di nascosto e scopre una stanza piena di schermi che riprendono un gruppo maschile di naufraghi soprannominato Il tramonto di Adamo.
- Guest star: Johnny Berchtold (Quinn).